# Helina quadratisterna
Helina quadratisterna är en tvåvingeart som beskrevs av Xue och Wang 1989. Helina quadratisterna ingår i släktet Helina och familjen husflugor. Inga underarter finns listade i Catalogue of Life.